# Сходимость по распределению
Сходимость по распределению — вид сходимости случайных величин: последовательность случайных величин {\displaystyle (X_{n=1}^{\infty })} сходится по распределению к случайной величине {\displaystyle X}, если распределения {\displaystyle P_{n}} соответствующих элементов {\displaystyle X_{n}} слабо сходятся к распределению {\displaystyle P} величины {\displaystyle X}. Используемые обозначения: {\displaystyle X_{n}{\stackrel {d}{\longrightarrow }}X}, {\displaystyle X_{n}\to ^{\!\!\!\!\!\!\!{\mathcal {D}}}X}.
Случайная величина {\displaystyle X}, определённая на вероятностном пространстве {\displaystyle (\Omega ,{\mathcal {F}},\mathbb {P} )} индуцирует распределение (вероятностную меру) {\displaystyle \mathbb {P} ^{X}(B)=\mathbb {P} (X^{-1})}; соответственно, последовательность случайных величин {\displaystyle (X_{n=1}^{\infty })} сходится по распределению к случайной величине {\displaystyle X}, если для любой непрерывной ограниченной функции {\displaystyle f}:
{\displaystyle \lim \limits _{n\to \infty }\int f(x)\,\mathbb {P} ^{X_{n}}(dx)=\int f(x)\,\mathbb {P} ^{X}(dx)}.
С использованием теоремы о замене меры в интеграле Лебега, определение эквивалентно можно сформулировать как сходимость для математических ожиданий для любой непрерывной ограниченной функции {\displaystyle f}:
{\displaystyle \lim \limits _{n\to \infty }\mathbb {E} f(X_{n})=\mathbb {E} f(X)},
иногда это определение используется как основное.
Другое эквивалентное определение — величины {\displaystyle X_{n}} сходятся по распределению к {\displaystyle X}, если их функции распределения {\displaystyle F_{X_{n}}} сходятся к функции распределения предела {\displaystyle F_{X}} во всех точках непрерывности:
{\displaystyle F_{X}\in C(x)\Rightarrow \lim \limits _{n\to \infty }F_{X_{n}}(x)=F_{X}(x)}.
Если все случайные величины в определении абсолютно непрерывны, и их плотности сходятся:
{\displaystyle \lim \limits _{n\to \infty }f_{X_{n}}(x)\to f_{X}(x)}
почти всюду, то {\displaystyle X_{n}\to ^{\!\!\!\!\!\!\!{\mathcal {D}}}X}. Обратное, вообще говоря, неверно.
Сходимость по вероятности (а следовательно и сходимость почти наверное и сходимость в среднем (то есть в {\displaystyle L^{p}} при {\displaystyle p\geqslant 1})) влечёт сходимость по распределению:
{\displaystyle X_{n}\to ^{\!\!\!\!\!\!\!\mathbb {P} }X\Rightarrow X_{n}\to ^{\!\!\!\!\!\!\!{\mathcal {D}}}X};
обратное, вообще говоря, неверно. Таким образом, сходимость по распределению может быть рассмотрена как самая слабая форма сходимости случайных величин.
Теорема Слуцкого позволяет складывать и умножать сходящиеся по вероятности и по распределению функции. Теорема Леви о непрерывности связывает сходимость случайных величин по распределению с поточечной сходимостью их характеристических функций.